# 半月湖鎮區 (阿肯色州密西西比縣)
半月湖鎮區（英語：Half Moon Lake Township）是位於美國阿肯色州密西西比縣的一個行政鎮區。

## 地方資料
半月湖鎮區的面積為95.61平方千米，當中陸地面積為89.13平方千米，而水域面積為6.48平方千米。根據2010年美國人口普查的數據，當地共有人口601人，而人口密度為每平方千米6.29人。